# Císař říše římské

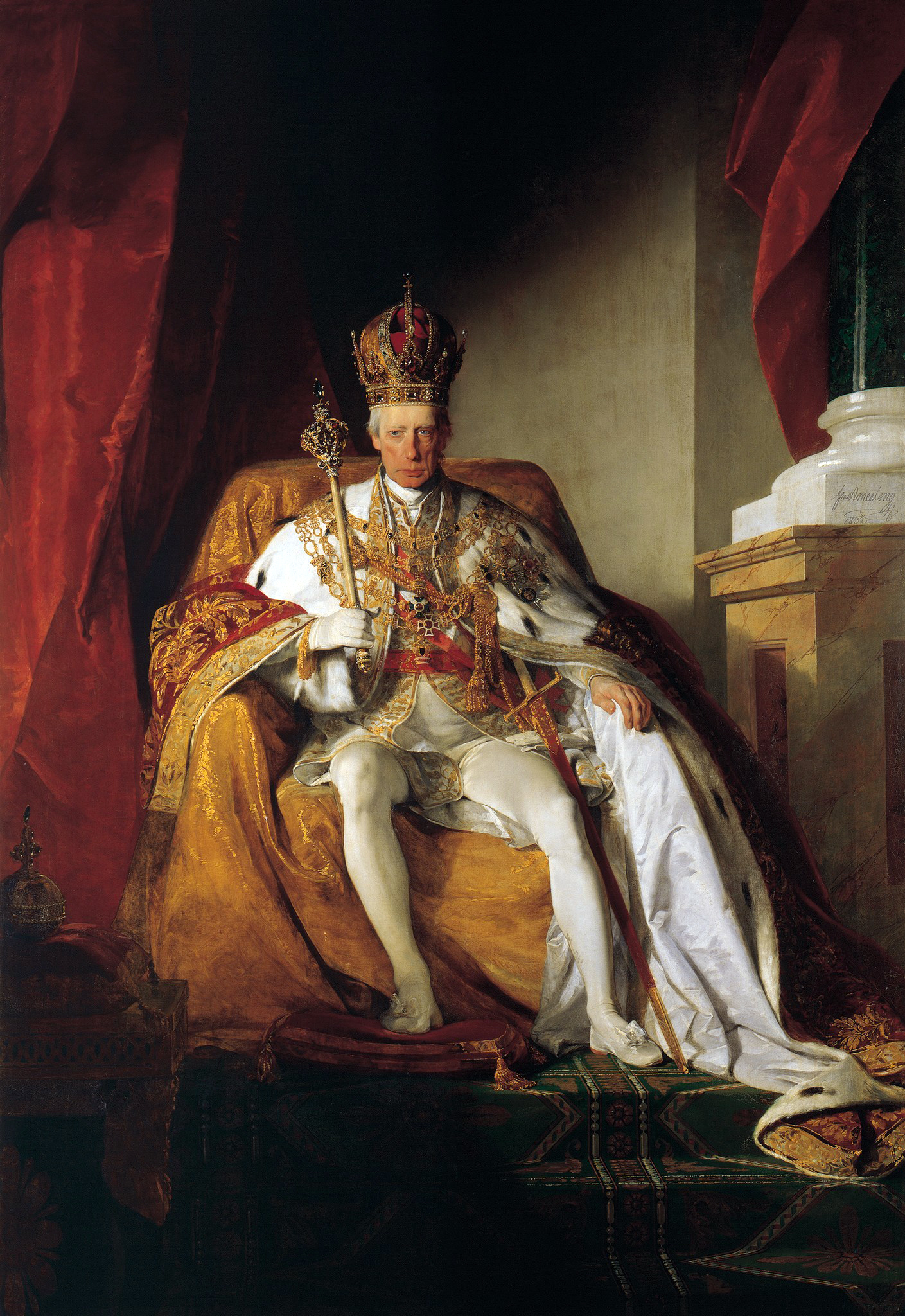
František II., poslední císař římské říše

Císař říše římské byl titul panovníka Svaté říše římské užívaný od středověku do roku 1806. Provázela ho korunovační jízda do Říma, kde byl panovník po vzoru Karla Velikého papežem korunován na císaře. Kandidát na císaře musel být králem Svaté říše římské, od 13. století volený kurfiřty a korunovaný v Cáchách.

## Titul
Zaniklý titul císaře Říše římské obnovil roku 800 n. l. franský král Karel Veliký, který se tak snažil navázat na slavnou historii již neexistující antické Říše římské, která zanikla v 5. století. Toto nové římské císařství ale nemělo mnoho společného s obyvateli města Říma, čímž se od toho antického značně lišilo. Jednalo se tedy o římské císařství, které fakticky ale nebylo císařstvím Římanů (formálně však říše byla státem Římanů a Němců – mnoho císařů stále mluvilo o římském národu a římském lidu a používali titul rex Romanorum – král Římanů). Císař této nové Římské říše byl především ochráncem západoevropských křesťanů, papeže a papežského sídelního města Říma. S titulem císaře byl nyní sice spojen jen malý přírůstek moci, ale zároveň i určitá vážnost a výjimečnost ve společenském postavení mezi panovníky západní Evropy. Držení titulu se stalo reprezentativní záležitostí a věcí prestiže. Titul císaře nebyl dědičný a neexistovalo žádné přednostní právo o to ucházet se o císařský trůn, a tak mezi panovníky západní a střední Evropy docházelo k jakési soutěži o to, kdo se této funkce ujme.

## První císařové

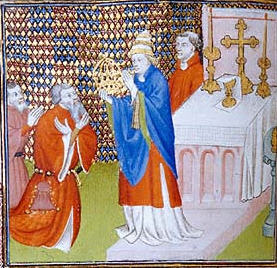
Korunovace Karla Velikého, zakladatele středověké císařské tradice

Prvním císařem se stal franský král Karel Veliký, kterého na Vánoce roku 800 n. l. korunoval v Římě papež Lev III. Karel Veliký a Lev III. jsou tak považováni za zakladatele tohoto císařství. Přestože titul nebyl dědičný, stal se dalším císařem syn Karla Velikého Ludvík I. Pobožný, který sám sebe korunoval roku 813 a roku 840 provedl i korunovaci svého syna Lothara I. U všech těchto korunovací byl přítomen papež, a tak se ustálila zásadní podmínka, že kdo chtěl být císařem, musel přijít osobně do Říma a zde se nechat korunovat papežem. Císař Lothar I. (840–855) byl panovníkem, který reálně ovládal jen poměrně malé území od Fríska po severní Itálii. Jeho nástupce Ludvík II. Němec (855–875) pak už panoval pouze v Itálii. Konečný úpadek vážnosti císaře nastal za Karla III. Tlustého, kterého dokonce sesadili velmoži jeho říše. Následovalo období tzv. „malých císařů“, kteří byli většinou italského původu a zcela bez vlivu na evropskou politiku. Zásadní zlom nastal až roku 962, kdy byl papežem Janem XII. korunován na císaře jeden z nejmocnějších panovníků západní Evropy, německý král Ota I. Od tohoto okamžiku již úřad císaře zastávali výhradně příslušníci německých vládnoucích rodů, a to až do roku 1806 (s několika výjimkami krátkých vlád neněmeckých císařů, jako byl Richard Cornwallský). Zhruba v období vlády císaře Fridricha I. Barbarossy (1152–1190) se ustálil název říše - Svatá říše římská, a v průběhu 15. století pak Svatá říše římská národa německého. Spojení německého krále s císařstvím, a tím také s papežstvím, bylo zhruba od roku 1200 vnímáno jako Bohem daná skutečnost.

## Císař a papež
Císař a papež na sobě byli v Římské říši závislí. Císař měl povinnost chránit Řím a papeže, ale zároveň si činil panovnické nároky na město Řím. Od císaře se také očekávalo, že bude bránit křesťanskou víru a latinské křesťanstvo. Historie císařského úřadu byla ale po většinu doby jeho existence provázena stále se opakujícími spory s papežem. Příčinou tohoto neustávajícího napětí byla především otázka hierarchie moci v říši. První mocenské spory tohoto typu zažil už Karel Veliký. Otázka zněla: Je císař podřízen papeži, nebo papež císaři? Papežové viděli věc tak, že císař není bez jejich korunovace oprávněn zastávat úřad, a je tedy na jejich moci a rozhodnutí závislý. Papež je také hlavou všech západních křesťanů, tedy všech křesťanských obyvatel západní Evropy, včetně císaře. Císařové ale měli na věc jiný názor – právě oni svou vojenskou silou chránili Řím a papeže, a papežův osud tedy ležel v jejich rukou. Hlava katolické církve měla dle jejich mínění spravovat jen věci církevní a věnovat se teologickým otázkám. Světská moc nad západním křesťanstvem pak měla připadnout právě císařům. Ti měli řešit případné spory mezi jednotlivými panovníky Evropy a chránit její křesťanské obyvatele. Myšlenka na císaře jako nejvyššího světského soudce a panovníka stojícího nad všemi ostatními vládci se však příliš neujala.